# MHV 813 Baunen
BAUNEN MHV813 er et af marinehjemmeværnets fartøjer i MHV 800-klassen . Baunen opereres af personel fra marinehjemmeværnets flotille 255 i Korsør.